# 臧夢解
臧梦解（13世纪？—1335年），自号鲁山大夫，元朝庆元路（今浙江宁波市）人。
他刚直廉慎，学问渊博。宋朝末年中进士第。至元十三年（1276年）跟随其乡州官守将依附元朝忽必烈，担任婺州路军民人匠提举。后为海宁州知州。政平讼简，在诸州县属优。至元三十年（1293年），为广西肃政廉访副使，遍历各地，审其讼狱，公正处理，法办贪官污吏八十余人。元成宗时，历任江西肃政廉访副使、浙东肃政廉访副使、广东肃政廉访使，以湖南宣慰副使致仕。因年老多病居住在杭州，元顺帝至元元年（1335年）去世。他作为当时名儒，敏于政事，操守耿介，时称鲁山先生。著有《周官考》三卷，《春秋微》一卷。